# Azzurro 1982
La prima edizione di Azzurro si è tenuta al Teatro Petruzzelli di Bari il 14, 15 e 16 maggio 1982. È stata trasmessa in diretta su Rai 2 e su Rai Radiouno.
La conduzione venne affidata a Daniela Poggi, Beppe Viola e Vittorio Salvetti, ideatore della manifestazione.
La sigla della kermesse era Blue Eyes di Elton John.

## Squadre partecipanti e classifica finale

### New Romantic
- Gianni Morandi (capitano) con il Coro degli Angeli – Marinaio
- Renato Zero – Padre nostro e Sterili
- Mario Castelnuovo – Illa
- Leo Sayer – Heart (Stop, Beating in Time)
- Mimmo Locasciulli – Intorno a trent'anni
- Goran Kuzminac – Bugiarda
- Andrea Forte – Volano le canzoni
- Tony Cicco – Settimo cielo
- New Perigeo
- Le Orme - Storie che non tornano
- Ospite d'onore: Riccardo Cocciante – Celeste nostalgia

### Rock d'autore
- Alice (capitana) – Messaggio
- Eugenio Finardi – Secret Streets
- Sandro Giacobbe – Sarà la nostalgia
- Ashford & Simpson – Love It Away
- Laura Luca – Raggi di sole
- Garbo – Vorrei regnare
- Alexandra
- Andrea Biondi
- Fabrizio Fierro
- Manuel Manù
- Ospite d'onore: Franco Battiato – Cuccurucucù

### Rock colorato
- Alberto Camerini (capitano) – Tanz bambolina
- Vasco Rossi –  Splendida giornata
- Phoebe Cates – Paradise
- Stella Carnacina – Antille
- Bernardo Lanzetti –  Gente nervosa
- Accademia – Accademia in Classics
- Marco Armani – Domani
- Gino Santercole & Melù Valente
- Gerry Manton
- Ospite d'onore: Rettore – Kamikaze rock'n'roll suicide

### Rock spettacolo
- Loredana Bertè (capitana) – Radio e Non sono una signora
- Franco Califano – Buio e luna piena
- Franco Fanigliulo – La liberté
- Passengers
- Walter Foini
- Luciano Rossi
- Loris Ceroni
- Pandemonium
- Michel
- Ospite d'onore: Roberto Vecchioni – Dentro gli occhi

### Cantautori
- Ron (capitano) – Anima
- Marco Ferradini – Teorema
- Antonello Venditti – Sotto la pioggia
- Fausto Leali – Gente comune
- Willy Morales – Signora malinconia
- Enzo Carella
- Le Orme
- Isabella
- Bruno Cheli
- Ospiti d'onore: Lucio Dalla e gli Stadio – Grande figlio di puttana

### Dai '60 agli '80
Capitana: Nada
- Nada – Ti stringerò
- Angelo Branduardi – Barche di carta
- Fabio Concato – Domenica bestiale
- Alessandra Ferrari[2] – Uno stupido pensiero d'amore
- La Fabbrica di Stelle – Primavera britannica
- Dik Dik – Giornale di bordo
- Daniel Danieli – O.K. O.K.
- Pino D'Angiò
- Ospite d'onore: Demis Roussos

### Mediterranea
Capitano: Peppino Di Capri
- Peppino Di Capri – Venus e Forever
- Franco Simone – Sogno della galleria
- Franco Dani – Aspettami
- Marina Occhiena – Serenata
- Enrico Ruggeri – Señorita
- Fred Bongusto
- Il Giardino dei Semplici – ...E amiamoci
- Joe Ontario
- Apo
- Germoleo
- Ospite d'onore: Milva – Alexander Platz